# Midskogsselet
Midskogsselet är en sjö i Ragunda kommun i Jämtland och ingår i Indalsälvens huvudavrinningsområde. Sjön har en area på 1,73 kvadratkilometer och ligger 222,7 meter över havet. Sjön avvattnas av vattendraget Indalsälven.

## Delavrinningsområde
Midskogsselet ingår i det delavrinningsområde (701356-147373) som SMHI kallar för Utloppet av Midskogsselet. Medelhöjden är 253 meter över havet och ytan är 12,12 kvadratkilometer. Räknas de 1773 avrinningsområdena uppströms in blir den ackumulerade arean 19 481,76 kvadratkilometer. Avrinningsområdets utflöde Indalsälven mynnar i havet. Avrinningsområdet består mestadels av skog (71 procent). Avrinningsområdet har 1,86 kvadratkilometer vattenytor vilket ger det en sjöprocent på 15,3 procent.